# Pseudokopf des Landvogtes Peter von Hagenbach
Der mumifizierte Pseudokopf des Landvogtes Peter von Hagenbach wird seit 1796 in der Bibliothèque municipale de Colmar aufbewahrt. Zu dem Kopf gehören zwei in Teilen mumifizierte Unterarme. Die Annahme, es handele sich um die Überreste des am 9. Mai 1474 in Breisach am Rhein hingerichteten burgundischen Landvogtes Peter von Hagenbach, wurde bereits 1844 durch den Pfarrer und Historiker Pantaleon Rosmann widerlegt. Das Relikt ist aufgrund seiner Provenienz und als Kuriosität von kulturgeschichtlicher und anthropologischer Bedeutung.

## Provenienz
1796 nahmen die französischen Revolutionstruppen Freiburg im Breisgau ein. Nach der Eroberung wurden etliche sakrale Kunstwerke und Artefakte aus den Kirchen requiriert und nach Colmar verbracht. Darunter befanden sich ein mumifizierter Kopf und zwei teilmumifizierte Unterarme, die man aufgrund eines Verständigungsfehlers für die Überreste des 1474 hingerichteten Landvogtes Peter von Hagenbach hielt. Die erbeuteten Kunstwerke wurden 1801 nach dem Friede von Lunéville an die unter modenesischer Herrschaft stehende Freiburger Regierung restituiert. Lediglich die mumifizierten Artefakte verblieben in der Bibliothèque Communale du Colmar, wo sie als Kopf des Landvogtes Peter von Hagenbach bis 1844 ausgestellt blieben.
Rosmann klärte 1844 die Provenienz. Danach handele es sich um die Überreste eines Malteser- oder Johanniter-Ordensritters, der zur Zeit der Kreuzzüge in muselmanische Gefangenschaft geriet und getötet wurde. Die Leichenteile seien über die Mauern des christlichen Lagers geworfen worden. Man habe sie dort einbalsamiert und an die Kommende des Ordens nach Freiburg oder Heitersheim verbracht. Zunächst seien sie als Reliquien in einer Kirche vor den Toren der Stadt Freiburg aufbewahrt worden. 1679 seien die Kommende und Kirche zum Bau der von Vauban entworfenen Befestigungsanlagen abgerissen worden. Die Reliquien der Kirche seien von dort in Obhut des Freiburger Münsters gekommen und wurden dann 1796 durch die französischen Revolutionstruppen requiriert.
Der Anthropologe Eric Boes datierte 2005 den Schädel in das 16. oder 17. Jahrhundert. Als ursprüngliche Provenienz gibt er den Johanniterorden an.
Eric Boes verweist auf den Kontext der Präsentation des Schädels von 1796 zur französischen Revolution.